# فرحة العمر (مسلسل)
فرحة العمر سلسلة كوميدية تونسية ضمت 24 حلقة، بثت على قناة  تونس 7 في رمضان 2003 من تأليف جلال الدين السعدي وإخراج سلمى بكار، وقام ربيع الزموري بتصميم الجينيريك.

## القصة والشخصيات

### القصة
تصور السلسلة يوميات زوجين هما عمر وفرح بطريقة هزلية، من خلال المواقف الطريفة والفكاهية التي يتعرضان لها.

### الشخصيات
السلسلة من بطولة جلال الدين السعدي وكوثر الباردي في ثاني عمل يجتمعان فيه، بعد النجاح الجماهيري الكبير لمسرحية «دار الهناء»:
- جلال الدين السعدي: «عمر» الزوج
- كوثر الباردي: «فرح» الزوجة